# Década de 1640
Séculos: Século XVI - Século XVII - Século XVIII
Décadas: 1610 1620 1630 - 1640 - 1650 1660 1670
Anos: 1640 - 1641 - 1642 - 1643 - 1644 - 1645 - 1646 - 1647 - 1648 - 1649